# Georg Zizler (Verwaltungsjurist)

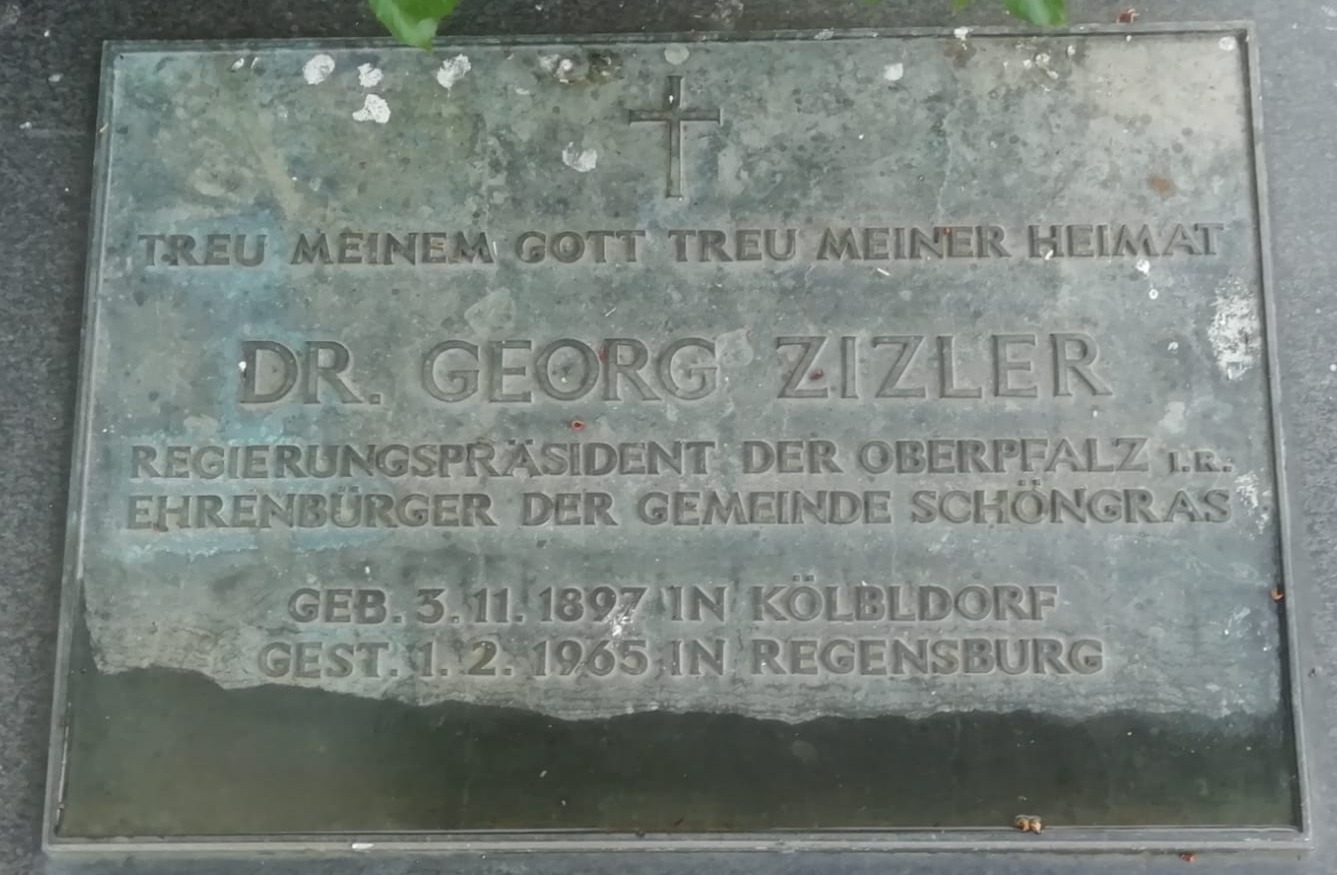
Gedenktafel in Kölbldorf

Georg Zizler (* 3. November 1897 in Kölbldorf; † 1. Februar 1965 in Regensburg) war ein deutscher Verwaltungsjurist.

## Leben
Zizler trat nach dem Studium der Rechtswissenschaften in die bayerischen Staatsdienste. Ab 1953 war er Regierungsvizepräsident für die Oberpfalz in der Regierung für Niederbayern und die Oberpfalz in Regensburg. Von 1959 bis 1962 war er Regierungspräsident der Regierung der Oberpfalz.
Er war Mitglied der katholischen Studentenverbindungen KStV Agilolfia Regensburg und KStV Rhenania Erlangen im KV. Zizler war Ehrenbürger der Gemeinde Schöngras (siehe Gedenkplatte an der Kapelle in Kölbldorf).

## Einzelnachweis
1. ↑  Kartellverband katholischer deutscher Studentenvereine: KV Jahrbuch - Die Mitglieder und die Angehörigen des KV und des ÖKV 1958/59, Würzburg 1959, S. 7.

| Personendaten    | Personendaten               |
| ---------------- | --------------------------- |
| NAME             | Zizler, Georg               |
| KURZBESCHREIBUNG | deutscher Verwaltungsjurist |
| GEBURTSDATUM     | 3. November 1897            |
| GEBURTSORT       | Kölbldorf                   |
| STERBEDATUM      | 1. Februar 1965             |
| STERBEORT        | Regensburg                  |